# KS Pogradeci

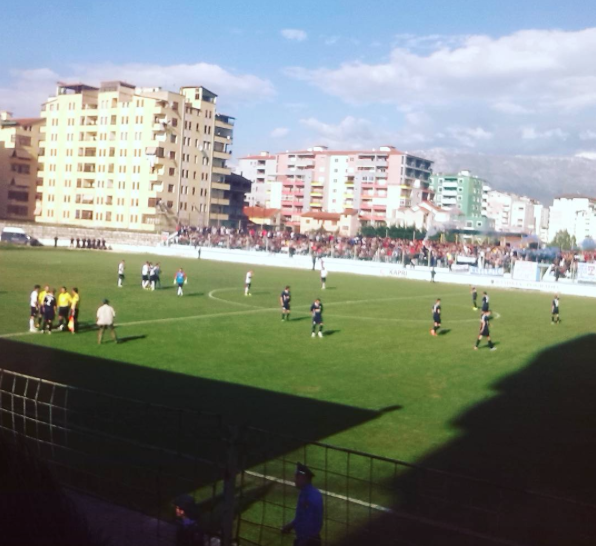
El Gjorgji Kyçyku Stadium.

El KS Pogradeci (en albanés: Klubi Sportiv Pogradeci) es un equipo de fútbol de Albania que juega en la Kategoria e Parë, la tercera liga de fútbol más importante del país.

## Historia
Fue fundado en el año 1932 en la ciudad de Pogradec con el nombre KS Dragoi Pogradeci, donde 4 años después ascendieron a la Kategoria e Parë. Ha militado en la Kategoria Superiore, la última en 2012.

## Cronología de Nombres
- 1932 - 1947: KS Dragoj Pogradeci
- 1947 - 1949: KS Spartak Pogradeci
- 1949 - 1950: KS Pogradeci
- 1950 - 1958: KS Spartak Pogradeci
- 1958 - 1992: KS Ylli i Kuq Pogradeci
- 1992 - hoy: KS Pogradeci

## Palmarés
- Kategoria e Parë (3): 1963–64, 1990–91, 2010–11
- Kategoria e Dytë (3): 1959–60, 1984–85, 2023-24